# Diangi Matusiwa
Diangi Reagan Kisisavo Matusiwa (Luanda, 21 december 1985) is een Angolees voetballer die sinds maart 2010 tevens de Nederlandse nationaliteit heeft. Ook zijn jongere broer Azor Matusiwa is voetballer.

## Carrière
In de jeugd speelde hij voor SP Zweeloo, SV Actif, SC 't Gooi, FC Utrecht en USV Elinkwijk. Matusiwa kwam bij RKC Waalwijk. Hij kreeg daar echter geen contract, omdat hij geen werkvergunning kreeg. Daarna ging hij voor zondaghoofdklasser Argon voetballen. De aanvaller wist in het seizoen 2006/07 de landstitel bij de amateurs te behalen met Argon. Dat jaar won hij tevens de gouden schoen voor beste amateurvoetballer. Reden genoeg voor FC Omniworld om hem de kans te geven in het profvoetbal.
Op 23 november 2007 scoorde Matusiwa tegen Haarlem zijn eerste goal voor FC Omniworld in de Jupiler League. In totaal kwam de Angolees bij FC Omniworld in 29 duels tot elf treffers. Die prestaties bleven ook in zijn vaderland niet onopgemerkt, hetgeen hem op een uitnodiging kwam te staan voor het nationale elftal van Angola waarvoor hij in 2007 debuteerde.
Na het seizoen 2007/2008 kon Matusiwa met FC Omniworld niet tot overeenstemming komen over een nieuw contract. Hij is daarop transfervrij vertrokken naar FC Den Bosch, waar hij een contract heeft getekend tot 2010.
APOP Kinyras Peyias uit Cyprus legde op 30 juni 2010 Matusiwa vast. Door het niet nakomen van de financiële verplichtingen werd in maart 2011 zijn contract ontbonden. Hij tekende een contract bij de Belgische tweedeklasser KVK Tienen. In 2012 ging hij in Slovenië voor ND Mura 05 spelen. Na de winterstop van het seizoen 2012-2013 speelde hij weer in de Eerste divisie bij Telstar. In 2015 ging Matusiwa in zijn geboorteland voor GD Interclube spelen en in 2016 kwam hij uit voor Académica Petróleos do Lobito. Begin 2017 kwam hij, op vakantie bij een oom in Frankrijk, terecht bij amateurclub UF Mâconnais. Vanaf augustus 2017 kwam hij uit voor de Zweedse vierdeklasser Gällivare-Malmbergets. Begin 2018 ging hij een half jaar voor DHSC spelen. Medio 2019 ging hij in België voor FC Wezel Sport spelen. In 2021 stopte hij met voetballen

## Interlandcarrière
Op 17 november 2007 speelde Matusiwa één interland voor Angola, een vriendschappelijke wedstrijd tegen Ivoorkust.